# Новокаланчак
Новокаланча́к — село Саф'янівської сільської громади в Ізмаїльському районі Одеської області України. Населення становить 265 осіб.

## Історія
12 червня 2020 року, відповідно до Розпорядження Кабінету Міністрів України від № 724-р «Про визначення адміністративних центрів та затвердження територій територіальних громад Одеської області», увійшло до складу Саф'янівської сільської територіальної громади.
19 липня 2020 року, в результаті адміністративно-територіальної реформи і ліквідації Ізмаїльського (1940  – 2020) району, село увійшло до складу новоутвореного Ізмаїльського району.

## Населення
Згідно з переписом 1989 року населення села становило 298 осіб, з яких 146 чоловіків та 152 жінки.
За переписом населення 2001 року в селі мешкало 265 осіб.

### Мова
Розподіл населення за рідною мовою за даними перепису 2001 року:
| Мова       | Відсоток |
| ---------- | -------- |
| болгарська | 89,06 %  |
| російська  | 9,43 %   |
| румунська  | 1,13 %   |
| українська | 0,38 %   |